# Бельерин, Эктор
Эктор Бельерин Моруно (исп. Héctor Bellerín Moruno, испанское произношение: [ˈeɣtoɾ βeʎeˈɾin]; род. 19 марта 1995[…], Барселона) — испанский футболист, фланговый защитник клуба «Реал Бетис». Выступал в национальной сборной Испании.

## Клубная карьера

### «Арсенал»
Эктор является воспитанником знаменитой футбольной академии «Барселоны». Лондонский «Арсенал» приобрёл защитника у «Ла Масии» в 2011 году. Сезон 2013/14 Эктор провёл на правах аренды в «Уотфорде», сыграв восемь матчей за клуб. В Лиге чемпионов его дебют состоялся 16 сентября 2014 года в матче с дортмундской «Боруссией». 1 февраля 2015 года в матче против «Астон Виллы» в добавленное ко второму тайму время забил свой первый мяч за «Арсенал», матч завершился победой канониров со счетом 5:0. 4 апреля 2015 в матче 31-го тура АПЛ в матче против «Ливерпуля», закончившемся победой канониров 4:1, забил первый мяч своей команды. 22 января 2019 года «Арсенал» подтвердил, что Эктор получил разрыв крестообразных связок и пропустит от 6 до 9 месяцев, таким образом игрок уже не сыграет в сезоне 2018/2019.

### Аренда в «Бетис»
31 августа 2021 года Бельерин вернулся в Испанию спустя десять лет, перейдя в аренду на сезон в испанский «Бетис». В финале Кубка Испании 2022 года он отыграл все 120 минут, когда его команда победила «Валенсию» и завоевала кубок.

### «Барселона»
1 сентября 2022 года Бельерин вернулся в «Барселону» после того как расторг контракт с «Арсеналом». Контракт с каталонцами был рассчитан сроком на один год. Он был подписан на замену травмированного Сержиньо Деста. Изначально каталонцы планировали приобрести на эту позицию Сезара Аспиликуэта, но тот в итоге решил продлить контракт с «Челси».

### «Спортинг»
31 января 2023 года Бельерин подписал контракт с португальским «Спортингом».

### Возвращение в «Бетис»
18 июля 2023 года испанский «Бетис» объявил о трансфере Бельерина. В «Бетис» он перешёл на правах свободного агента.

## Карьера в сборной
Эктор выступал за разные юношеские сборные Испании. В составе юношеской сборной Испании до 19 лет он принимал участие на юношеском чемпионате Европы 2013, где испанцы завоевали бронзовые медали.
Вызывался в сборную Испании перед Евро-2016 — сыграл в трех товарищеских матчах, но не провел ни одной игры на чемпионате Европы.

## Достижения
«Арсенал»
- Обладатель Кубка Англии (3): 2014/15, 2016/17, 2019/20
- Обладатель Суперкубка Англии (3): 2015, 2017, 2020

«Реал Бетис»
- Обладатель Кубка Испании: 2021/22
- Финалист Лиги конференций УЕФА: 2025

«Барселона»
- Чемпион Испании: 2022/23
- Обладатель Суперкубка Испании: 2022/23